# Bellator farrago
Bellator farrago és una espècie de peix pertanyent a la família dels tríglids.

## Descripció
- Fa 11,2 cm de llargària màxima.[4][5]

## Hàbitat
És un peix marí, demersal i d'aigües fondes que viu fins als 462 m de fondària.

## Distribució geogràfica
Es troba al Pacífic sud-oriental: les illes Galápagos.

## Observacions
És inofensiu per als humans.